# As Salam al Amiri
"As Salam al Amiri" (em árabe: السلام الأميري; em português:  Paz ao Emir) é o hino nacional do Catar. Foi adotado em 7 de dezembro de 1996 com a ascensão ao trono do xeique Hamad bin Khalifa Al-Thani, substituindo o antigo hino sem letra que durou de 1954 até esta data. Foi escrito por Sheikh Mubarak bin Saïf al-Thani e a música composta por Abdulaziz bin Nasser Obaidan Al Fakhro.
O antigo hino do Kuwait, de 1951 a 1978, também era chamado de as-Salam al-Amiri.

## Letra

### Versão em Árabe
قسما قسما

قسما بمن رفع السماء

قسما بمن نشر الضياء

قطر ستبقي حرة تسمو

بروح الاوفياء

سيروا على نهج الألى سيروا

وعلى ضياء الانبياء

قطر بقلبي سيرة

عز وأمجاد الاباء

قطر الرجال الاولين

حماتنا يوم النداء

وحمائم يوم السلام

جوارح يوم الفداء

قسما قسما

قسما بمن رفع السماء

قسما بمن نشر الضياء

قطر ستبقى حرة تسمو

بروح الأوفياء

### Transliteração
Qasamān Qasamān

Qasamān biman rafa sameʾ

Qasamān biman našhraz ziyeʾ

Qaṭarun satbaqá x.auratan

Tasmū birux.i l-aufieʾ

Sīrūʾ ʿalá nuhaj ilu 

Sīrūʾ Walá ziyāʾil 'anbiyāʾ 

Qaṭarun biqalbī sīrât 'azul amjaad ul 'iba 

Qaṭarun i-rijaal al-'awain 

Humātunā yawma l-nidāʾ

Wa-ḥamāʾimun yawma s-salām 

Ğawāriḥa yauma l-fidāʾ

Qasamān qasamān 

Qasamān biman rafa sameʾ

Qasamān biman našhraz ziye 

Qaṭarun satbaqá x.auratan 

Tasmū birux.i l-aufie 

### Versão em Português
Eu juro, eu juro 

Jurando por Deus que erigiu o céu, 

Jurando por Deus, que espalhou a luz, 

Catar será sempre livre. 

Impressionado com as almas sinceras, 

Que respeita as realizações dos antepassados 

E o avanço dos quais ordenou o profeta. 

No meu coração, 

Catar é um épico de glória e dignidade, 

Catar é a terra dos primeiros homens 

Que protegemos no tempo da aflição, 

Eles são os pombos em tempos de paz, 

Eles são guerreiros em tempos de sacrifício. 